# 벚꽃 만월
"벚꽃 만월" (サクラミツツキ)은, 일본의 밴드, SPYAIR의 음악으로, 10번째 싱글이다. 2013년 3월 13일에 Sony Music Associated Records에서 릴리스되었다.

## 개요
전작 "WENDY 〜It's You〜" 이후, 약 4개월만의 릴리스이며, 라이브 DVD "SPYAIR LIVE at 武道館 2012"와 동시에 발매되었다. 또, 전년 12월 18일에 DJ의 ENZEL☆이 탈퇴해서 4인체제가 된 이후로 첫 번째 싱글이기도 하다.
초회생산한정판과 통상판(초회사양 있음)의 2가지 형태로 릴리스되었다. 초회판은, "벚꽃 만월"의 뮤직 비디오를 수록한 DVD가 부속되어 있다. 통상판의 초회사양판에는, 특전으로 "애니메이션 도안 신작 삼방면 키 슬리브 케이스"가 부속되어 있다. 또, 음악의 인스트루멘탈도 수록되어 있으며, SPYAIR의 싱글로 인스트루멘탈가 수록된 것은 이번이 처음이다.

## 수록곡

### CD
- 전곡, 작사: MOMIKEN 작곡・편곡: UZ

1. 벚꽃 만월 [3:38]
  - TV 도쿄 계열 애니메이션 "은혼'" 제 5기[注 2] 오프닝 테마.[注 3][3] 밴드로는, 2011년의 「사무라이 하트」 이래 2번째 "은혼"과의 제휴이다.
  - 「달」「벚꽃」을 키워드로 「약속」을 노래한 러브송으로,[4][5] 타이틀은 드럼 담당의 KENTA의 의견을 가타카나로 나타내었다.[6][7] 또, "WENDY 〜It's You〜"와 거의 동시기에 만들어진 음악으로, 기타 담당의 UZ가 바라고 있는 3번째 앨범에 따라 만들어진 것이다.[6]
  - 같은 해 7월 3일에 발매된 12번째 싱글 "현상 디스트럭션"의 초회생산한정판에도 수록되어 있다.
2. Turning Point [3:14]
  - 후반부분의 랩은 UZ가 불렀다.[6]
3. 벚꽃 만월 (inst.) [3:38]
4. Turning Point (inst.) [3:11]

### DVD (초회생산한정판만)
1. 벚꽃 만월 (Music video)

## 수록 앨범
- "MILLION" (#1、#2)

## 같이 보기
- 스기타 토모카즈 - "은혼"에서 주인공인 사카타 긴토키 役을 연기하고 있는 성우. 앨범 "Rockin' the World", "Just Do It"에 이어, 본작의 CM 내래에션을 담당했다.[8][9]

### 내용주
1. ↑  「SPYAIR」ENZEL☆、12・18で脱退 보관됨 2012-10-12 - 웨이백 머신 스포츠호치  2012년 10월 12일 열람.
2. ↑  第1シーズンからの通算では、第13期。
3. ↑  2013년 1월 10일 - 3월 28일 방송분

### 참조주
1. ↑  SPYAIR、「サクラミツツキ」ミュージックビデオ解禁&日本武道館ライヴが映画館で上映 (2012년 1월 31일) 2013년 2월 23일 열람.
2. ↑   4人組となったSPYAIRの全国ツアー開催が決定  (2013년 1월 1일) 2013년 2월 23일 열람.
3. ↑  “SPYAIR、ENZEL☆脱退の初武道館ライブで1万人熱狂” 나탈리 (2012년 12月19日) http://natalie.mu/music/news/81849 2013년 3월 2일 열람.
4. ↑  “SPYAIR、4人体制初の新曲MV公開![깨진 링크(과거 내용 찾기)]
5. ↑  SPYAIR、4人になってからの初シングルが1位獲得＆全国ツアーの先行販売スタート 보관됨 2015-09-24 - 웨이백 머신 (2013년 1월 17일) 2013년 2월 23일 열람.
6. 1 2 3   4人による新しいSPYAIRがここから始まる (2013년 3월 4일) 2013년 3월 6일 열람.
7. ↑  PATiPATi 2013年3月号インタビューより
8. ↑  SPYAIR、新曲CMを人気声優・杉田智和が強力バックアップ&一日限定MUSIC VIDEOフル初解禁 보관됨 2016-03-04 - 웨이백 머신 (2013년 2월 7일) 2013년 2월 23일 열람.
9. ↑  “SPYAIR、新曲CMで銀魂声優・杉田智和と3度目のコラボ!”. 2015년 9월 23일에 원본 문서에서 보존된 문서. 2015년 10월 12일에 확인함.